# Amida Brimah
Amida Abiola Brimah (Accra, 11 februari 1994) is een Ghanees basketballer.

## Carrière
Brimah speelde collegebasketbal voor de UConn Huskies van 2013 tot 2017. Hij werd niet gekozen in de NBA draft en speelde daarop voor de Chicago Bulls in de NBA Summer League. Hij tekende daarop voor de San Antonio Spurs maar zijn contract werd net voor de start van het seizoen ontbonden. Hij tekende daarop voor de Austin Spurs in de NBA G League en werd kampioen met hen. In april 2018 tekende hij bij KK Partizan in de Servische competitie en speelde er het seizoen uit.
In de zomer van 2018 speelde hij in de NBA Summer League voor de San Antonio Spurs. Hij tekende daarop een contract bij hen maar na drie dagen werd dat alweer ontbonden. Hij speelde samen met de Perth Wildcats een oefenwedstrijd tegen de Denver Nuggets. Hij keerde daarop terug naar de Austin Spurs waar hij het seizoen 2018/19 doorbracht. In augustus 2019 maakte hij de overstap naar de Fort Wayne Mad Ants in ruil voor Jordan Barnett. Brimah speelde die zomer in de Summer League voor de Brooklyn Nets. In september 2019 tekende hij een contract bij de Indiana Pacers maar in oktober werd dat alweer verbroken. Brimah zat de rest van het seizoen uit met een blessure.
Hij keerde terug bij de Pacers in november 2020, in december 2020 werd zijn contract ontbonden na vijf wedstrijden in de NBA. Hij keerde daarop terug naar de Fort Wayne Mad Ants. In april 2021 keerde hij terug naar de Pacers en speelde nog twee wedstrijden voor hen. Hij speelde in de NBA Summer League voor de Pacers van dat jaar. Zijn contract werd ontbonden voor de start van het seizoen na het aantrekken van DeJon Jarreau. Hij tekende in september 2021 voor de Mets de Guaynabo uit Puerto Rico. In november 2021 tekende hij bij de Belgische eersteklasser BC Oostende als vervanger van de geblesseerde Brandon McCoy. In april 2022 raakte hij ernstig geblesseerd en keerde net terug voor de play-offs waarin hij met Oostende landskampioen werd.
In juli 2022 maakte hij de overstap naar het Japanse Akita Northern Happinets, in augustus werd zijn contract ontbonden. Hij tekende daarop terug bij Mets de Guaynabo. In november 2022 tekende hij bij de Franse eersteklasser JL Bourg Basket. Hij tekende in oktober 2023 bij de Denver Nuggets maar niet veel later werd zijn contract ontbonden en ging hij spelen voor de Grand Rapids Gold. Begin januari 2024 werd hij geruild naar de Santa Cruz Warriors in ruil voor de rechten van JaQuori McLaughlin en een draftpick. Hij speelde in de zomer van 2024 opnieuw voor de Mets de Guaynabo.
In augustus 2024 tekende hij eerst voor het Italiaanse Scafati Basket en daarna in september 2024 voor het Spaanse Bàsquet Manresa. In november maakte hij de overstap naar Valencia BC.

## Erelijst
- NBA G League-kampioen: 2018
- NBA G League All-Defensive Team: 2018
- Belgisch landskampioen: 2022

## Statistieken

### Regulier seizoen
| Seizoen  | Team           | WG | WS | MPW | 2P%  | 3P% | FW%   | RPW | APW | SPW | BPW | PPW |
| -------- | -------------- | -- | -- | --- | ---- | --- | ----- | --- | --- | --- | --- | --- |
| 2020/21  | Indiana Pacers | 5  | 0  | 5,8 | 62,5 | —   | 100,0 | 1,6 | 0,2 | 0,0 | 1,0 | 2,6 |
| Carrière | Carrière       | 5  | 0  | 5,8 | 62,5 | —   | 100,0 | 1,6 | 0,2 | 0,0 | 1,0 | 2,6 |

### Play-in
| Seizoen  | Team           | WG | WS | MPW | 2P% | 3P% | FW%  | RPW | APW | SPW | BPW | PPW |
| -------- | -------------- | -- | -- | --- | --- | --- | ---- | --- | --- | --- | --- | --- |
| 2020/21  | Indiana Pacers | 2  | 0  | 3,3 | –   | –   | 75,0 | 1,0 | 0,0 | 0,0 | 0,5 | 1,5 |
| Carrière | Carrière       | 2  | 0  | 3,3 | –   | –   | 75,0 | 1,0 | 0,0 | 0,0 | 0,5 | 1,5 |